# John Benson (tennis)
Pour les articles homonymes, voir John Benson.
John Benson, né le 2 juillet 1959, est un joueur de tennis américain.
Diplômé de la Trinity Univsersity à San Antonio en 1981, il joue pendant deux ans sur le circuit et gagne trois titres en double avec Mike Bauer, puis devient entraîneur principal de l'équipe de tennis de son université en 1984.

## Palmarès

### Titres en double messieurs
| No | Date       | Nom et lieu du tournoi             | Catégorie  | Dotation | Surface         | Partenaire | Finalistes                             | Score         |  |
| -- | ---------- | ---------------------------------- | ---------- | -------- | --------------- | ---------- | -------------------------------------- | ------------- |  |
| 1  | 09-11-1981 | Tournoi de tennis de Taïwan Taïwan |            | 75 000 $ | Moquette (int.) | Mike Bauer | John Austin Mike Cahill                | 6-4, 6-3      |  |
| 2  | 23-11-1981 | Manille Grand Prix Manille         | Grand Prix | 75 000 $ | Terre (ext.)    | Mike Bauer | Drew Gitlin Jim Gurfein                | 6-4, 6-4      |  |
| 3  | 15-11-1982 | Bangkok Tennis Classic Bangkok     |            | 75 000 $ | Moquette (int.) | Mike Bauer | Charles Buzz Strode Morris Skip Strode | 7-5, 3-6, 6-3 |  |

## Parcours dans les tournois duGrand Chelem

### En simple
| Année | Open d'Australie | Open d'Australie | Internationaux de France | Internationaux de France | Wimbledon | Wimbledon | US Open         | US Open         |
| ----- | ---------------- | ---------------- | ------------------------ | ------------------------ | --------- | --------- | --------------- | --------------- |
| 1980  | —                | —                | —                        | —                        | —         | —         | 1er tour (1/64) | Wojtek Fibak    |
| 1981  | —                | —                | —                        | —                        | —         | —         | 1er tour (1/64) | Erik van Dillen |

N.B. : à droite du résultat se trouve le nom de l'ultime adversaire.

### En double
| Année | Open d'Australie | Open d'Australie | Internationaux de France | Internationaux de France | Wimbledon                  | Wimbledon                | US Open                  | US Open                    |
| ----- | ---------------- | ---------------- | ------------------------ | ------------------------ | -------------------------- | ------------------------ | ------------------------ | -------------------------- |
| 1980  | —                | —                | —                        | —                        | —                          | —                        | 2e tour (1/16) T. Garcia | H. Günthardt Fred Stolle   |
| 1981  | —                | —                | —                        | —                        | —                          | —                        | 1/8 de finale M. Bauer   | Lloyd Bourne Matt Mitchell |
| 1983  | —                | —                | —                        | —                        | 1er tour (1/32) C. Edwards | M. De Palmer Mel Purcell | 2e tour (1/16) J. Turpin | John Lloyd D. Stockton     |

N.B. : le nom du ou de la partenaire se trouve sous le résultat ; le nom des ultimes adversaires se trouve à droite.